# NGC 4094
NGC 4094 (również PGC 38346 lub UGCA 269) – galaktyka spiralna z poprzeczką (SBc), znajdująca się w gwiazdozbiorze Kruka. Odkrył ją John Herschel 7 maja 1836 roku.